# Bořivoj von Prag
Bořivoj von Prag (tschechisch Bořivoj z Prahy; * vor 1406; † nach 1419) war ein böhmischer religiöser Philosoph.
Bořivoj wurde 1406 Baccalaureus und 1410 Meister der Sieben Freie Künste an der Karls-Universität in Prag. 1419 wurde Bořivoj Dekan der Artistenfakultät.

## Werke
1411 trat er an der Quodlibet des Jan Hus unter dem Namen Plotinus mit seiner Questio Utrum actuum malorum et aliarum formarum privativarum individuacio capitur principalissime a subiecto auf. Ein zweites Mal wird er bei Quodlibet des Michal Čížek z Malenic erwähnt.